# Ligyra aurantiaca
Ligyra aurantiaca är en tvåvingeart som först beskrevs av Guérin-Méneville 1844.  Ligyra aurantiaca ingår i släktet Ligyra och familjen svävflugor. Inga underarter finns listade i Catalogue of Life.